# The Big Lad in the Windmill
The Big Lad in the Windmill è il primo album in studio del gruppo rock britannico It Bites, pubblicato nel 1986.

## Tracce
- Versione europea

1. I Got You Eating Out of My Hand
2. All in Red
3. Whole New World
4. Screaming on the Beaches
5. Wanna Shout
6. Turn Me Loose
7. Cold, Tired and Hungry
8. Calling All the Heroes
9. You'll Never Go to Heaven
10. The Big Lad in the Windmill

- Versione nordamericana

1. All in Red
2. Turn Me Loose
3. Calling All the Heroes
4. Whole New World
5. I Got You Eating Out of My Hand
6. You'll Never Go to Heaven
7. Screaming on the Beaches
8. Cold, Tired and Hungry
9. Wanna Shout
10. The Big Lad in the Windmill

## Formazione
- Francis Dunnery - chitarra, voce
- John Beck - tastiera, cori
- Dick Nolan - basso, cori
- Bob Dalton - batteria, cori